# 奇异鸡屎藤
奇异鸡矢藤（学名：Paederia praetermissa）为茜草科鸡矢藤属下的一个种。

## 扩展阅读
- 維基物種上的相關：奇异鸡矢藤